# Braindrops
Braindrops (с англ. — «Капли дождя») — второй студийный альбом австралийской рок-группы Tropical Fuck Storm. Он был выпущен 23 августа 2019 года на Flightless Records в Австралии и Joyful Noise Recordings по всему миру.
Альбом получил положительные отзывы музыкальной критики, которые назвали его «психоделической рок-оперой, время от времени окунающейся в поток электро-панка», с результатом «…электризующим, сюрреалистичным и слишком знакомым».

## История
После выхода дебютного альбома A Laughing Death in Meatspace в мае 2018 года группа отыграла ряд национальных и международных концертов в разных составах, в том числе несколько концертов, открывая Modest Mouse (в рамках их осеннего тура в октябре 2018 года) и King Gizzard and the Lizard Wizard (в рамках их мероприятия Gizzfest).
21 января 2019 года King Gizzard and the Lizard Wizard опубликовали на своём официальном аккаунте в Instagram фотографию, на которой они джемуют с Лиддиаром на переднем плане, подбрасывающим птицу.
Это заставило некоторых предположить, что Лиддиард будет участвовать в новом материале группы «либо в качестве гостя, либо в качестве продюсера». 4 марта Flightless объявили, что Tropical Fuck Storm подписали с ними контракт в Австралии и Новой Зеландии, и в тот же день группа презентовала видео на песню «The Planet of Straw Men», которая станет первым синглом со второго альбома Braindrops, намеченного к выпуску «в середине 2019 года» на Joyful Noise Records по всему миру и на Flightless в Австралии и Новой Зеландии.

## Обложка
Джо Бекер, который ранее создал обложку для их дебютного альбома, также был автором обложки для Braindrops.

## Отзывы
| Совокупная оценка    | Совокупная оценка |
| Источник             | Оценка            |
| -------------------- | ----------------- |
| AnyDecentMusic?      | 7.7/10            |
| Metacritic           | 77/100            |
| Оценки критиков      |                   |
| Источник             | Оценка            |
| AllMusic             | [ 19 ]            |
| DIY                  | [ 20 ]            |
| Dork                 | [ 1 ]             |
| Exclaim!             | 8/10              |
| The Line of Best Fit | 8/10              |
| The Music            | [ 22 ]            |
| Paste                | 8.2/10            |
| Sputnikmusic         | [ 23 ]            |
| Tom Hull             | B+()              |
| Uncut                | 8/10              |

Альбом получил положительные отзывы музыкальной критики и интернет-изданий: Allmusic.
На интернет-агрегаторе Metacritic, который присваивает нормализованный рейтинг из 100 баллов по рецензиям основных изданий, альбом получил средний балл 77 на основе 10 рецензий, что свидетельствует о «благоприятных отзывах».
Журнал Treble в рецензии, опубликованной 12 августа 2019 года, назвал Braindrops «альбомом недели», похвалив трек «Paradise» как «тошнотворный мираж оазиса — вы практически видите рассеивающуюся тепловую дымку над струйчатыми гитарными риффами Лиддиарда. Она медленно набирает обороты, приближаясь к яростной кульминации, превращаясь в одну из самых взрывных песен о расставании за последнее время». Рецензия заключает: «Tropical Fuck Storm приглашают к хаосу, оркеструют его, манипулируют им, выдавая изуродованное и ушибленное произведение искусства, которое звучит великолепно в своём самом потрёпанном и раздробленном виде. Это странность, которая кажется странно убедительной, даже необходимой». Журнал NARC Magazine поставил альбому отличную оценку, написав, что он «в значительной степени закрепляет за австралийцами статус одной из самых жизненно важных групп на планете прямо сейчас». Exclaim! назвал его «психоделической рок-оперой, время от времени окунающейся в поток электро-панка. Результат получился в равных частях томительным и электризующим, сюрреалистичным и слишком знакомым». По мнению Paste, «слушать Braindrops — это как смотреть ускоренную хронику повышения уровня моря и таяния ледников под давно забытые полевые записи максималистского нойз-рока из глубинки. Вы слушаете мир, который разваливается на части». Braindrops, пишет The Line of Best Fit, «настолько же мозговой и нутряной, как и предполагает его название, высокоинтеллектуальный и громкий, грандиозный беспорядок, который на самом деле вовсе не беспорядок».

### Итоговые списки
| Публикация                                  | Страна      | Список                                                 | Ранг |
| ------------------------------------------- | ----------- | ------------------------------------------------------ | ---- |
| Double J                                    | Australia   | The 50 best albums of 2019                             | 38   |
| The Sydney Morning Herald (Craig Mathieson) | Australia   | The best 10 albums of 2019 (and a few that came close) | -    |
| Junkee                                      | Australia   | The 15 Best Albums Of 2019                             | -    |
| Slate                                       | US          | The Best Albums of 2019                                | -    |
| Brooklyn Vegan                              | US          | Bill’s Indie Basement: Best of 2019                    | 39   |
| City Pages                                  | US          | The 75 best albums of 2019                             | 53   |
| Loud and Quiet                              | UK          | The Loud And Quiet best 40 albums of 2019              | 12   |
| OOR                                         | Netherlands | The 40 Best Albums of The Year 2019                    | 42   |
| Mondo Sonoro                                | Spain       | The best international albums of 2019                  | 27   |
| Rockdelux                                   | Spain       | Best international albums of 2019                      | 48   |
| Magic                                       | France      | The100 best albums of the year 2019                    | 84   |

### Награды и номинации
Альбом был номинирован на премию Australian Music Prize 2019 года

## Список композиций
Слова и музыка всех песен — Tropical Fuck Storm.
| №                   | Название                  | Длительность |
| ------------------- | ------------------------- | ------------ |
| 1.                  | «Paradise»                | 6:14         |
| 2.                  | «The Planet of Straw Men» | 4:52         |
| 3.                  | «Who's My Eugene?»        | 4:41         |
| 4.                  | «The Happiest Guy Around» | 4:28         |
| 5.                  | «Maria 62»                | 3:56         |
| 6.                  | «Braindrops»              | 6:42         |
| 7.                  | «Aspirin»                 | 5:14         |
| 8.                  | «Desert Sands of Venus»   | 4:14         |
| 9.                  | «Maria 63»                | 7:50         |
| Общая длительность: | Общая длительность:       | 48:11        |

## Чарты
| Чарт (2019)                            | Высшая позиция |
| -------------------------------------- | -------------- |
| Австралия (ARIA)                       | 10             |
| Австралия Independent Albums (AIR)     | 2              |
| США (Billboard Top Heatseekers Albums) | 3              |
| США (Billboard Independent Albums)     | 18             |
| США (Billboard Top Album Sales)        | 93             |